# Tony Bowditch
Anthony "Tony" Bowditch – nauruański lekkoatleta, który specjalizował się w biegach średniodystansowych i długodystansowych, trzykrotny medalista Igrzysk Południowego Pacyfiku.

## Rezultaty
W 1966 roku na igrzyskach w Numei, startował w biegu na 1500 metrów oraz w biegu na 3000 metrów z przeszkodami. W tym pierwszym, osiągnął najlepszy wynik w eliminacjach (rozegranych 11 grudnia), a w finale rozegranym 13 grudnia, zwyciężył z przewagą 0,8 sek. nad drugim zawodnikiem. Ponadto wynikiem 4:07,9 sek., ustanowił nowy rekord igrzysk, który w 1971 roku został poprawiony przez dwóch zawodników. W międzyczasie, czyli 12 grudnia, Nauruańczyk wystartował w finałowym biegu na 3000 m z przeszkodami, w którym zdobył srebrny medal (wynik – 10:01,0). W Numei, Bowditch miał także wystartować w biegu na 5000 metrów, jednak nie pojawił się na starcie.
Trzy lata później na igrzyskach w Port Moresby, wystartował w biegach na 1500 metrów, 5000 metrów, a także w maratonie i biegu na 3000 metrów z przeszkodami. Sklasyfikowany został tylko w tej ostatniej, gdyż pierwszych trzech nie ukończył. Zdobył w niej brązowy medal (wynik – 10:09,6).
Wystąpił także na igrzyskach w 1975 r. Zajął dziewiąte miejsce w maratonie (z czasem 3:03:15,0) oraz czwartą lokatę w biegu na 3000 metrów z przeszkodami (wynik – 10.49.6).